# Julio A. Llorente
Julio A. Llorente (Cebu City, 22 mei 1863 - 13 september 1953) was een Filipijns onafhankelijkheidsstrijder, rechter en gouverneur. Llorente was een propagandist en zich als onderdeel van de Propaganda Beweging sterk voor vreedzame hervormingen in de Filipijnse kolonie en was in 1901 de eerste gouverneur van de provincie Cebu. Van 1902 tot 1903 was Llorente gouverneur van Samar. Nadien was Llorente jarenlang rechter in Leyte, Samar, Pampanga, Tarlac en Nueva Ecija.

## Biografie
Julio Llorente werd geboren op 22 mei 1863 in Cebu City. Hij was een van de vier kinderen van Ceferino Llorente en Martina Aballe. Zijn vader was een Spanjaard. Hij was handelaar en eigenaar van diverse schepen en had een suikerrietplantage in Medellin. Na het voltooien van een opleiding aan de Ateneo de Manila University vertrok hij in 1881 voor een vervolgstudie naar de Spaanse hoofdstad Madrid. In 1985 behaalde Llorente zijn doctoraat in de rechten aan de Complutense-universiteit van Madrid. Nadat hij was toegelaten tot de Spaanse balie was Llorente tot 1891 werkzaam als advocaat in Madrid. 
In zijn tijd in Madrid was hij een actief lid van de zogenaamde Propaganda Beweging, die op vreedzame wijze verandering wilden bewerkstelligen in de Filipijnse kolonie. Hij vond dat de Spaanse wet ook zou moeten gelden in de Filipijnse kolonie. Llorente deelde een woning met de later Filipijnse nationale held Jose Rizal en betaalde ook diens studie medicijnen. Llorente was lid van de redactie en later hoofdredacteur (als opvolger van Rizal) van de krant España en Filipinas. Ook droeg hij in die tijd regelmatig bij aan La Solidaridad, een krant uitgebracht door Filipijnse propagandisten, . 
Na zijn terugkeer in de Filipijnen was Llorente werkzaam voor het departement van justitie. Hij vervulde diverse functies tot hij in 1894 werd benoemd tot magistraat van de Audiencia (rechtbank) van Cebu. Na de uitbraak van de Filipijnse Revolutie werd Llorente door de Spaanse autoriteiten gearresteerd wegens vermeende betrokkenheid en door een militaire rechtbank veroordeeld tot de doodstraf. Door de Vrede van Parijs en zijn goede connecties ontkwam hij uiteindelijk aan de voltrekking van zijn straf en werd hij van tien maanden gevangenschap vrijgelaten.
Op 24 december 1898 verlieten de Spaanse troepen onder leiding van Adolfo Gonzales Montero Cebu en werd de provincie de-facto bestuurt door het revolutionaire Committee, met Llorente als vicepresident. Kort daarop op 22 februari 1899 echter namen Amerikaanse troepen bezit van de provincie Cebu en op 16 april 1899 werd Llorente aangesteld tot president van de provincieraad van Cebu. Van 29 mei 1899 tot april 1901 was Llorente bovendien rechter van het Hooggerechtshof. Op 18 april 1901 werd hij aangesteld als eerste gouverneur van de provincie Cebu. Een kleine jaar later verloor hij echter de eerste verkiezingen voor de positie van gouverneur van Cebu in februari 1902 van uitdager Juan Climaco en kwam zijn gouverneurschap ten einde. De Amerikaanse autoriteiten benoemden Llorente daarop in datzelfde jaar nog tot gouverneur van de provincie Samar. Een jaar daarna volgde een benoemde tot rechter van he t2e district Leyte en Samar). Na enkele maanden werd hij overgeplaatst naar het 4e district (Pampanga, Tarlac en Nueva Ecija). Deze functie bekleedde Llorente de tien jaar daarna

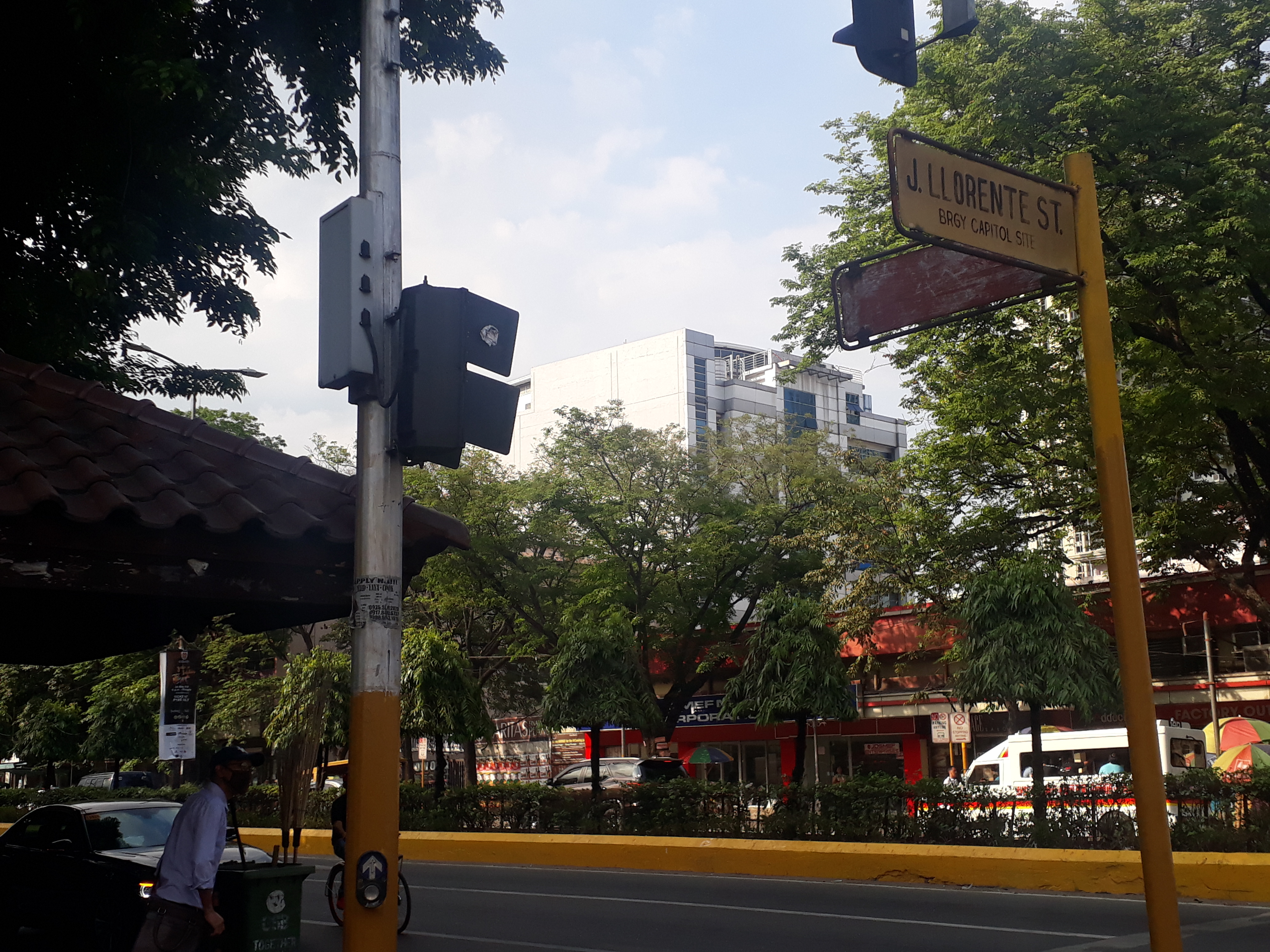
J. Llorente Street, Cebu City

Llorente overleed in 1953 op 90-jarige leeftijd. Hij was getrouwd met Roquieña Llorente en samen kregen ze twee dochters. Martin Llorente, een van de broers van Julio was burgemeester van Cebu van 1908 tot 1909. De straat Adelfa Street in Cebu City werd ter ere van hem hernoemd naar Julio Llorente Street en de gemeente Llorente in de provincie Eastern Samar (voormalig onderdeel van de ongesplitste provincie Samar) is ook naar hem vernoemd. 